# Bisbat de Ciudad Altamirano
El bisbat de Ciudad Altamirano (castellà: Diócesis de Ciudad Altamirano, llatí: Dioecesis Civitatis Altamirensis) és una seu de l'Església Catòlica a Mèxic, sufragània de l'arquebisbat d'Acapulco, i que pertany a la regió eclesiàstica Sur. Al 2013 tenia 943.000 batejats sobre una població de 980.000 habitants. Actualment està regida pel bisbe Maximino Martínez Miranda.

## Territori
La diòcesi comprèn tot l'estat mexicà de Guerrero.
La seu episcopal és la ciutat de Ciudad Altamirano, on es troba la catedral de Sant Joan Baptista.
El territori s'estén sobre 16.000 km², i està dividit en 36 parròquies.

## Història
La diòcesi va ser erigida el 27 d'octubre de 1964 mitjançant la butlla Populo Dei del Papa Pau VI, prenent el territori dels bisbats de Acapulco (avui arquebisbat), de Chilapa (avui bisbat de Chilpancingo-Chilapa), de Tacámbaro i de Toluca.
L'11 d'octubre de 1985 cedí una porció del seu territori a benefici de l'erecció del bisbat de Ciudad Lázaro Cárdenas.

## Cronologia episcopal
- Juan Navarro Ramírez † (1 de juliol de 1965 - 18 d'agost de 1970 mort)
- Manuel Samaniego Barriga † (11 de gener de 1971 - 5 de febrer de 1979 nomenat bisbe de Cuautitlán)
- José Lizares Estrada (4 de març de 1980 - 31 de gener de 1987 nomenat bisbe auxiliar de Monterrey)
- José Raúl Vera López, O.P. (20 de novembre de 1987 - 14 d'agost de 1995 nomenat bisbe coadjutor de San Cristóbal de Las Casas)
- Carlos Garfias Merlos (24 de juny de 1996 - 8 de juliol de 2003 nomenat bisbe de Netzahualcóyotl)
- José Miguel Ángel Giles Vázquez † (19 de juny de 2004 - 7 de setembre de 2005 mot)
- Maximino Martínez Miranda, des del 7 de juliol de 2006

## Estadístiques
A finals del 2013, la diòcesi tenia 943.000 batejats sobre una població de 980.000 persones, equivalent al 96,2% del total.
| any  | població | població | població | sacerdots | sacerdots       | sacerdots       | sacerdots             | diaques | religiosos | religiosos | parròquies |
| ---- | -------- | -------- | -------- | --------- | --------------- | --------------- | --------------------- | ------- | ---------- | ---------- | ---------- |
| any  | batejats | total    | %        | total     | clergat secular | clergat regular | batejats por sacerdot | diaques | homes      | dones      |            |
| 1966 | 290.000  | 300.000  | 96,7     | 35        | 35              |                 | 8.285                 |         |            | 19         | 36         |
| 1968 | 349.000  | 350.000  | 99,7     | 39        | 39              |                 | 8.948                 |         |            | 28         | 28         |
| 1976 | 345.000  | 350.000  | 98,6     | 38        | 38              |                 | 9.078                 |         |            | 33         | 26         |
| 1980 | 550.000  | 557.000  | 98,7     | 39        | 39              |                 | 14.102                |         |            | 30         | 28         |
| 1990 | 654.000  | 682.000  | 95,9     | 45        | 42              | 3               | 14.533                |         | 3          | 37         | 26         |
| 1998 | 650.000  | 676.000  | 96,2     | 53        | 50              | 3               | 12.264                |         | 3          | 91         | 25         |
| 1999 | 660.000  | 690.000  | 95,7     | 55        | 52              | 3               | 12.000                |         | 6          | 83         | 26         |
| 2002 | 538.535  | 633.250  | 85,0     | 63        | 58              | 5               | 8.548                 |         | 5          | 91         | 25         |
| 2003 | 676.100  | 690.000  | 98,0     | 61        | 57              | 4               | 11.083                |         | 4          | 96         | 27         |
| 2004 | 863.000  | 890.000  | 97,0     | 63        | 58              | 5               | 13.698                |         | 5          | 96         | 29         |
| 2006 | 885.000  | 913.000  | 96,9     | 78        | 71              | 7               | 11.346                |         | 22         | 80         | 28         |
| 2013 | 943.000  | 980.000  | 96,2     | 71        | 67              | 4               | 13.281                |         | 19         | 81         | 36         |